# 绿棉凫
，是雁形目鸭科的一种鸟类。

## 特征
绿棉凫体重约306.98克，翼长约168.8毫米，嘴峰长约27毫米，喙宽度约11.4毫米，喙厚度约11.3毫米，跗蹠长约25.7毫米，尾长约63.2毫米。绿棉凫在其分布区内为留鸟，其栖息在开放的湖泊、沼泽等湿地环境中，食性为草食性，主要食物来源是水生植物。

## 分布
苏拉威西岛至摩鹿加群岛、新几内亚和北澳大利亚的热带地区。